# Посольская изба

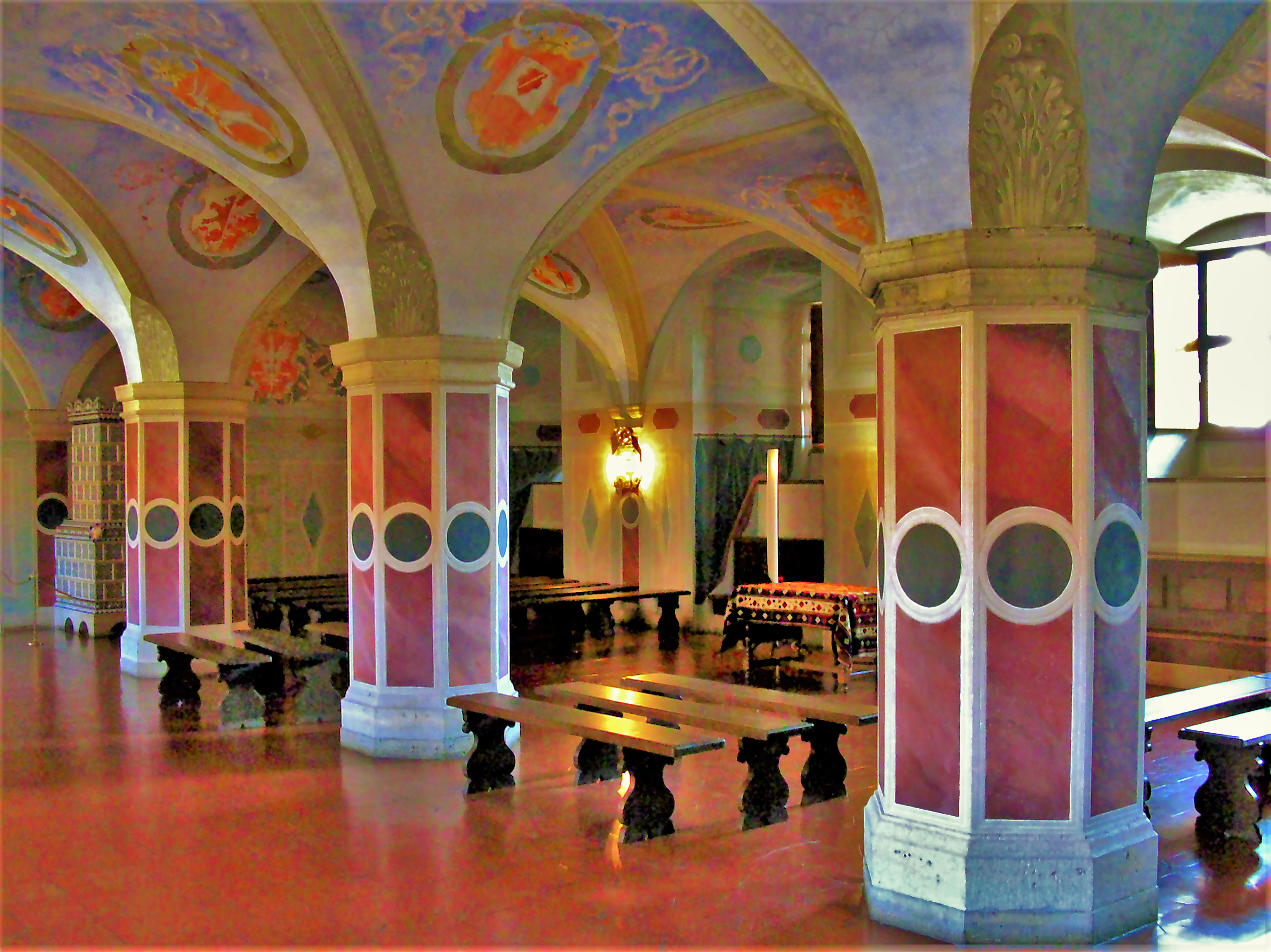
Посольская изба в королевском замке в Варшаве

Посо́льская изба́ (букв. «Палата депутатов», пол. Izba Poselska) — нижняя палата сейма Королевства Польского, а после — сейма Речи Посполитой, состоявшая из избранных шляхтой на сеймиках депутатов (послов). Посольская изба была одним из трёх органов (наряду с сенатом и королём), составлявших Сейм Речи Посполитой. После Люблинской унии, объединившей Корону Королевства Польского с Великим княжеством Литовским в одно государство Речь Посполитую, в посольской избе было 170 депутатов, в том числе 48 из Великого княжества Литовского. К середине XVIII века количество депутатов увеличилось. Допускалось присутствие депутатов от больших городов (Кракова и Вильны, позднее также Люблина, Львова, Данцига и Каменца-Подольского), однако без права голоса.